# Бисенов, Кылышбай Алдабергенович
Кылышбай Алдабергенович Бисенов — казахский ученый в области строительства, основатель научной школы по разработке и совершенствованию энергоресурсосберегающих технологий производства новых строительных материалов, доктор технических наук (1995 г.), профессор (1992 г.), академик Международной академии наук педагогического образования (2000 г.), академик Инженерной академии Республики Казахстан (2001 г.), академик Международной инженерной академии (2001 г.), действительный член Международной академии наук высшей школы (2005 г.),Иностранный член Российской академии архитектуры и строительных наук (2012 г.), академик Национальной академии наук Республики Казахстан (2020 г.).
Ректор Кызылординского политехнического института (1996—1998 гг.), ректор Кызылординского государственного университета имени Коркыт Ата (1998—2007 гг. и 2011—2017 гг.), почетный ректор Кызылординского государственного университета имени Коркыт Ата (2019 г.), Секретарь Кызылординского областного маслихата (2019-2021 г.г.), ректор Кызылординского института технологии и сервиса (июль 2022 г.- февраль 2023 г.), ректор Кызылординского открытого университета (с февраля 2023 года).

## Биография
Родился 21 июля 1957 года в Жалагашском районе Кызылординской области.
В 1974 году окончил среднюю школу № 4 г. Кызылорда с золотой медалью. В 1974 году поступает в Казахский политехнический институт им. В. И. Ленина (КазПТИ). Активно занимался научно-исследовательской деятельностью и принимал участие в общественной жизни вуза. В 1979 году окончил его с отличием по специальности «Промышленное и гражданское строительство».
В 1985 году окончил аспирантуру Научно-исследовательского института бетона и железобетона Государственного комитета по гражданскому строительству и архитектуре (Госстроя) СССР, Москва.
В 2006 году окончил Казахский гуманитарно-юридический университет по специальности «Юриспруденция», в 2010 году Российскую Академию стандартизации, метрологии и сертификации (учебная) по специальности «Менеджер по качеству управления организацией», г. Москва.

### Трудовая деятельность
01.11.1979-24.01.1980 г.г. — стажер-исследователь, кафедра железобетонных конструкций, Казахский политехнический институт имени В. И. Ленина, город Алматы;
25.01.1980-10.12.1982 г.г — ассистент, преподаватель, кафедра общетехнических дисциплин, Кызылординский филиал Джамбулского гидромелиоративно-строительного института, г. Кызылорда;
30.12.1982-30.12.1985 г.г. — аспирант, Центральный научно-исследовательской институт экспериментального проектирования учебных зданий Госстроя СССР; Научно-исследовательский институт бетона и железобетона Госстроя СССР, город Москва;
31.12.1985-16.11.1986 гг. — старший преподаватель, кафедра общетехнических дисциплин Кызылординского филиала Джамбулского гидромелиоративно-строительного института, город Кызылорда;
17.11.1986-09.05.1989 гг. — декан строительного факультета Кызылординского филиала Джамбулского гидромелиоративно-строительного института, город Кызылорда;
10.05.1989-14.11.1990 гг. — заместитель директора по учебной работе, Кызылординский филиал Джамбулского гидромелиоративно-строительного института, город Кызылорда;
15.11.1990-03.01.1996 гг. — проректор по учебной работе, Кызылординский институт инженеров агропромышленного производства имени И.Жахаева, город Кызылорда;
04.01.1996-22.05.1996 гг. — первый проректор, Кызылординский институт инженеров агропромышленного производства имени И.Жахаева, город Кызылорда;
23.05.1996-24.03.1998 гг. — ректор, Кызылординский политехнический институт имени И.Жахаева, город Кызылорда;
25.03.1998-27.08.2007 гг. — ректор, Кызылординский государственный университет имени Коркыт Ата, город Кызылорда;
27.08.2007-07.09.2011 гг. — Депутат Мажилиса Парламента Республики Казахстан IV созыва, член Комитета по социально-культурному развитию Мажилиса Парламента Республики Казахстан, город Астана;
12.08.2011-13.08.2017 гг. — ректор, Кызылординский государственный университет имени Коркыт Ата, город Кызылорда;
04.09.2017-17.10.2017 гг. — профессор кафедры «Архитектура и строительное производство», Кызылординский государственный университет имени Коркыт Ата, город Кызылорда;
17.10.2017 — 25.01.2019 гг. — исполняющий обязанности ректора, Кызылординский государственный университет имени Коркыт Ата, город Кызылорда;
С 25.01.2019 г. — профессор кафедры «Архитектура и строительное производство», Кызылординский государственный университет имени Коркыт Ата, город Кызылорда;
С 05.09.2019- 05.01.2021 г.г. — секретарь Кызылординского областного маслихата;
С 11.07.2022- 10.02.2023 г.г. — ректор учреждения образования «Кызылординский институт технологии и сервиса»;
С 10.02.2021-по настоящее время — ректор учреждения образования «Кызылординский открытый университет».

## Научные труды
Автор более 260 научных трудов, среди них 36 патента, 12 монографий,5 учебника, 20 научных и учебно-методических пособий. Им подготовлено 3 доктора наук, 7 кандидатов наук, 4 доктора философии (PhD).
К. А. Бисеновым опубликовано более 280 статей, около 100 интервью, посвященные совершенствованию национальной системы образования и науки, актуальным проблемам социально-экономического развития, общественно-политической и духовной жизни страны.

### Книги
- «Основы производства ячейстого бетона с силикатного кирпича» (1999, в соавт.);
- «Автоматизация технологических процессов в строительстве» (1999);
- «Механика разрушения бетона и железобетона» (2000);
- «Бәсекеге қабілетті маман даярлаудағы тәжірибе мен басым бағыттар» (2007);
- «Сындарлы кезең: сенім мен парыз» (2011);
- «Ячейстые бетоны на основе отходов промышленности» (1994);
- «Математические методы в автоматизации технологических процессов» (1997);
- «Основы производства ячеистого бетона и силикатного кирпича» (1999);
- «Автоматизация технологических процессов в строительстве» (часть I), (1999);
- «Автоматизация технологических процессов в строительстве» (часть II), (1999);
- «Механика разрушения бетона и железобетона» (2000);
- «Архитектурное моделирование» (2004);
- «Легкие бетоны на основе безобжиговых цементов» (2005);
- «Ячеистые бетоны (газобетон и пенобетон)» (2008);
- «Кинетика и механизм наноструктурирования материалов строительного назначения. Т.1. Основы синтеза новых силикатных наноматериалов» (2009);
- «Кинетика и механизм наноструктурирования материалов строительного назначения. Т.2. Основы синтеза новых силикатных наноматериалов» (2009);
- «Межкультурные коммуникации: основные направления и формы» (2011);
- «Рациональное использование нефтешламов в технологии производства керамзита на основе лёссовидных суглинков» (2017).[4]

### Учебники
- «Архитектурное материаловедение» (2004);
- «Сәулеттік материалтану» (2006);
- «Құрылыс материалдары» (2008);
- «Сәулеттік материалтану» (2013).

## Выборные должности, депутатство
- Депутат Кызылординского областного маслихата I, II,III созыва (1996—2007);
- Кандидат в депутаты Мажилиса Парламента Республики Казахстан IV созыва по партийному списку Народно-Демократической партии «НурОтан» (12.07.2017);
- Депутат Мажилиса Парламента Республики Казахстан IV созыва (2007—2011);
- Член Комитета по социально-культурному развитию (27.08.2007-09.2011);
- Депутат Кызылординского областного маслихата V, VІ, VII созыва[5][6] (2012—2021);
- Председатель постоянной комиссии по вопросам социально-культурного развития (с 24.03.2016).).
- Секретарь Кызылординского областного маслихата с 5 сентября 2019 г. по 15 января 2021 года.
- Член Национального курултая при Президенте Республики Казахстан с июня 2022 года.

## Партийная принадлежность
- Доверенное лицо кандидата в президенты Н. А. Назарбаева, председатель Кызылординского филиала ОО «Общественный штаб в поддержку кандидата в Президенты Республики Казахстан Н. А. Назарбаева» (1998—1999);
- Руководитель Кызылординского областного отделения Республиканского общественного штаба кандидата в Президенты Республики Казахстан Н. А. Назарбаева (09.-12.2005);
- Председатель областного филиала, Член Политсовета НДП «НурОтан» (с 07.2007)

## Общественная деятельность
Доверенное лицо кандидата в Президенты Республики Казахстан Н. А. Назарбаева, председатель Кызылординского филиала ОО «Общественный штаб в поддержку в кандидаты в Президенты Республики Казахстан Н. А. Назарбаева» (1998—1999 гг.), руководитель Кызылординского областного отделения Республиканского общественного штаба кандидата в Президенты Республики Казахстан Н. А. Назарбаева (сентябрь-декабрь 2005 г.);
Член Ассамблеи народа Казахстана с 2011 г.;
С 1994 года шесть раз избирался депутатом Кызылординского областного маслихата;
Председатель постоянной комиссии по социально-культурным вопросам Кызылординского областного маслихата с 2012 г.;
Председатель филиала «Туран» Партии «НурОтан» с 2012 г.;
Член Политсовета, член бюро Политсовета Кызылординского областного филиала Партии «НурОтан» с 2013 г.;
Руководитель региональной комиссии по направлению «Образование» Предвыборной программы партии «НұрОтан» с 2016 г.;
Председатель Консультативного совета при Кызылординской областной прокуратуре по вопросам обеспечения законности с 2017 г.;
Председатель регионального экспертного совета по реализации программы Модернизации общественного сознания по Кызылординской области с 2018 г.

## Награды

### Государственные награды
- медаль «Ерен еңбегі үшін» (2002 г.);
- Орден «Құрмет» (2004 г.);
- Почетное звание «Қазақстанның еңбек сіңірген қайраткері» (2012 г.);
- Благодарность Президента Республики Казахстан с нагрудным знаком (2017 г.);
- Благодарность Президента Республики Казахстан с нагрудным знаком (2019 г.;.
- Орден «Парасат» (2023 г.).

### Ведомственные награды
- Нагрудный знак «Отличник образования Республики Казахстан» (1996 г.);
- Малая медаль Российской академии архитектуры и строительных наук (2001 г.);
- Нагрудный знак «За заслуги в развитии науки Республики Казахстан» (2002 г.);
- Бронзовая, серебряная и золотая медали имени А.Байтурсынова Ассоциации вузов Республики Казахстан (2003 г., 2007., 2017 г.);
- Нагрудный знак (Почетный инженер Казахстана" (2007.);
- Нагрудный знак «Почетный работник образования Республики Казахстан» (2007 г.);
- Нагрудный знак «И.Алтынсарин» (2010 г.);
- Медаль имени Климента Аркадьевича Тимирязева Российского государственного аграрного университета (2012 г.);
- Золотая медаль «Инженерная слава» Международной инженерной академии (2016 г.);
- Золотой почетный знак Международной инженерной академии (март, 2017 г.);
- Знак «За заслуги в развитии науки Республики Казахстан» (2002 г.);
- Почётная грамота Совета МПА СНГ (МПА СНГ, 2010)[7].

### Почетные звания
- Почетный гражданин Жалагашского района Кызылординской области (2009 г.);
- Почетный гражданин г. Кызылорда (2019 г.);
- «Қазақстанның құрметті депутаты»;
- « Қазақстанның құрметті инженері» (2007 г.).

### Юбилейные медали
- «Қазақстан Республикасының Тәуелсіздігіне 10 жыл» (2002 г.);
- «Қазақстан Конституциясына 10 жыл» (2005 г.);
- «Қазақстан Республикасының Парламентіне 10 жыл» (2006 г.);
- «Астанаға 10 жыл» (2008 г.);
- «Қазақстан Республикасының Тәуелсіздігіне 20 жыл» (2011 г.);
- «Қазақстан Республикасының Қарулы күштеріне 20 жыл» (2012 г.);
- «Қазақстан Конституциясына 20 жыл» (2015 г.);
- «Қазақстан халқы Ассамблеясына 20 жыл» (2015 г.);
- «Қазақстан Республикасының Парламентіне 20 жыл» (2015 г.);
- «Қазақстан Республикасының Тәуелсіздігіне 25 жыл» (2016 г.);
- «Астанаға 20 жыл» (2018 г.).